# Diego Hurtado de Mendoza y de la Cerda
Diego Hurtado de Mendoza y de la Cerda (Siviglia, 1500 – Madrid, 1578) è stato un nobile spagnolo, I duca di Francavilla e I principe di Mélito, nipote del cardinale Mendoza e figlio di Diego Hurtado de Mendoza y Lemos e Ana de la Cerda y Castro, divenne viceré d'Aragona (chiamato nelle sue istituzioni tenente generale d'Aragona) dal 1553 o 1554 fino al 1556, presidente del consiglio d'Italia nel 1558 e viceré di Catalogna.

## Biografia
Diego Hurtado de Mendoza sposò nel 1538 María Catalina de Silva y Álvarez de Toledo, figlia dei conti di Cifuentes, con la quale fu spesso in conflitto a causa dell'infedeltà e del carattere difficile di Diego. Dal matrimonio nacque una figlia 
- Ana de Mendoza de la Cerda y de Silva y Álvarez de Toledo

∞ 1553 Rui Gomes da Silva, 1º principe di Éboli
Suo genero, Ruy Gómez de Silva, cercò di collocare suo suocero in posizioni rilevanti alla corte spagnola, anche se la sua azione nelle mansioni che ricoprì provocò grandi rifiuti.
Nel 1553 o 1554 fu nominato tenente generale del regno d'Aragona, un evento che provocò grande indignazione, in quanto potevano ricoprire questa carica solo gli abitanti di quel regno. Re Filippo II di Spagna, in quel periodo, cercò di imporre l'egemonia della monarchia ispanica sulle istituzioni dei regni non castigliani, e in questo senso, Diego Hurtado servì il monarca senza comprendere o valorizzare il particolare regime dei fueros de Aragón, che si infranse a più riprese, e dopo due anni egli dovette lasciare Saragozza precipitosamente, anche se il re non nominò un nuovo tenente fino al 1566, quando fu sostituito dall'arcivescovo di Saragozza Hernando de Aragón.